# 그리워해요
〈그리워해요〉 "Missing You"는 대한민국의 걸 그룹 2NE1의 노래이다. 2013년 11월 21일 KT 뮤직을 통해 싱글로 발매되었다. 이 노래는 가온 디지털 차트와 여러 구성 요소 차트에서 1위를 차지하면서 한국에서 히트했다. 2014년 말까지 이 노래는 100만 다운로드 이상 판매되었다.

## 개요
2013년 2NE1의 세 번째 디지털 싱글로 발매된 '그리워해요'는 2011년 "Lonely" 이후 첫 발라드 싱글이다. 노래의 가사는 연인을 그리워하는 것에 대해 이야기한다. 2NE1은 2013 MAMA에서 처음으로 이 곡을 불렀다.

## 수록곡
- ;디지털 다운로드

1. "그리워해요" – 3:39

## 차트

### 주간 차트
| 차트 (2013)                    | 최고 순위 |
| ------------------------------ | --------- |
| 대한민국 (가온 디지털 차트)    | 1         |
| 대한민국 (가온 다운로드 차트)  | 1         |
| 대한민국 (가온 스트리밍 차트)  | 1         |
| 대한민국 (가온 BGM 차트)       | 1         |
| 미국 월드 디지털 송스 (빌보드) | 2         |